# 江戸川区役所
江戸川区役所（えどがわくやくしょ）は、特別地方公共団体（特別区）である江戸川区の役所、およびその組織が入る施設である。
現在の江戸川区役所庁舎は、1962年（昭和37年）11月に落成したものである。当時の住居表示は江戸川区東小松川四丁目1421であったが、1965年（昭和40年）9月1日施行の住居表示実施によって現在の中央一丁目4-1となっている。

## 新庁舎建設計画

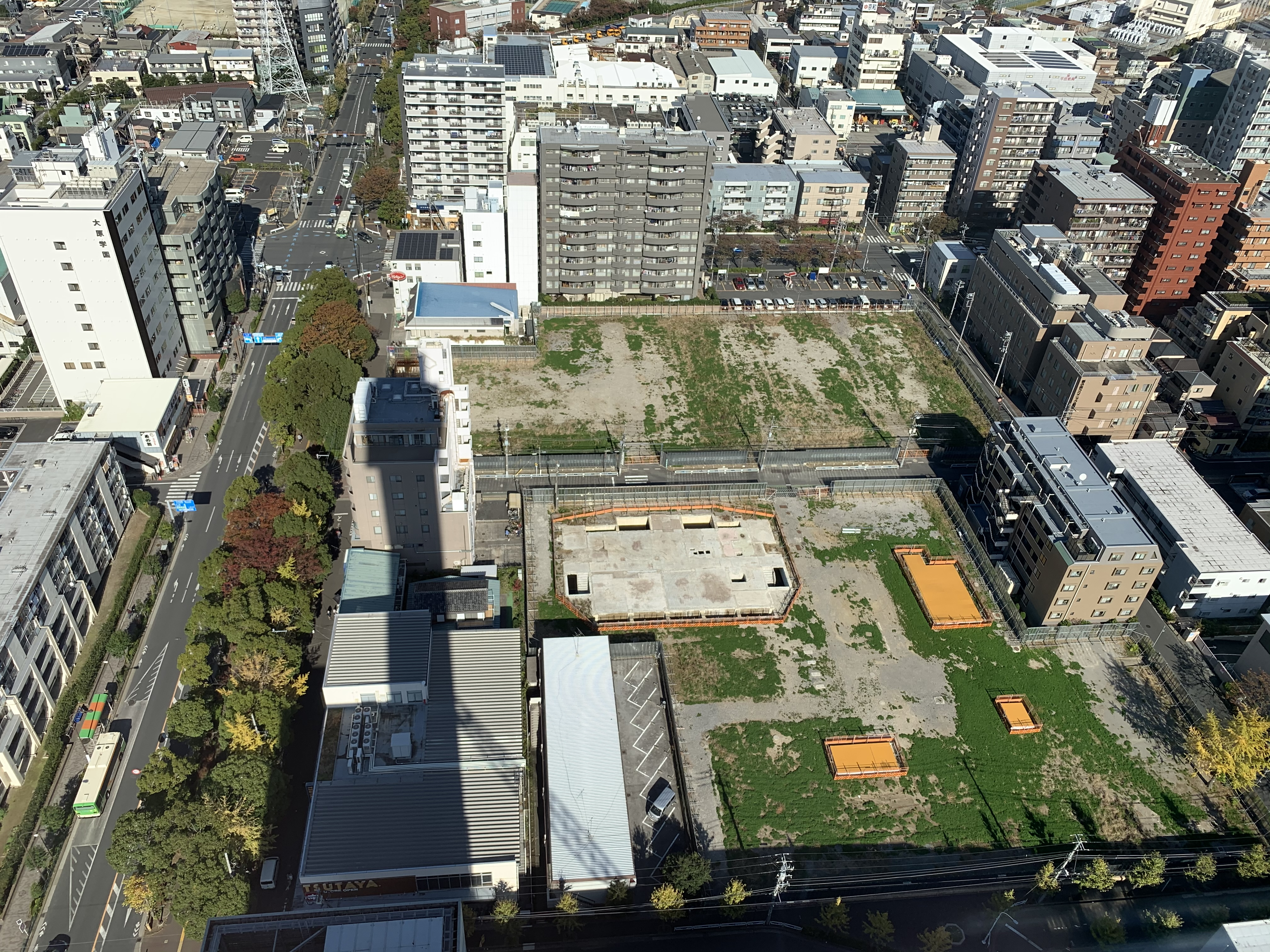
新庁舎建設予定地。タワーホール船堀の影が落ちている。（2019年11月撮影）

現庁舎は老朽化が進んでいることから、区は2013年（平成25年）頃から庁舎を船堀四丁目に移転させる方向で検討を始めた。新庁舎整備の必要性として、区は老朽化のほかに現庁舎は最寄り駅の新小岩駅から離れた場所に位置し、庁舎機能の分散や利便性を欠くといった課題を抱えていることを挙げている。新庁舎の予定地は都営新宿線船堀駅前のタワーホール船堀北側の都営住宅跡地で、区は都から土地を取得した上で現庁舎の跡地利用などを含めた基本構想案をまとめ、2019年（平成31年・令和元年）度予算案に基本構想策定費2665万円を盛り込んだ。2019年（平成31年）3月からは新庁舎建設基本構想・基本計画を策定し、2021年（令和3年）3月に公表された。
市街地再開発事業により新庁舎と再開発ビルの2棟を整備し、さらに都営新宿線船堀駅、タワーホール船堀とを接続するデッキを整備して歩行者動線を確保。新庁舎は20階建て程度、駐車場は水害時の浸水対策として、地上の立体駐車場とする方針。
2031年（令和13年）1月の移転を予定している。

## アクセス
都営バス・京成バス東京「江戸川区役所前」下車